# Українська Реслінг Арена
Українська Реслінг Арена, УРА  (англ. Ukrainian Wrestling Arena, UWA) — незалежна організація професійного реслінгу, заснована в Одесі IT-фахівцем Костянтином Перловим у 2016 році. З 2023 року знаходиться у Києві.

## Історія

### Заснування та перші кроки (2016—2019)
Засновником UWA є IT-фахівець з Одеси Костянтин Перлов, який захопився реслінгом ще в юності. Натхненням на створення українського промоушену став реслінг-виступ Клубу Гладіаторських Боїв на шоу «Україна має талант» та мрія про  власного шоу, що поєднувало б західний формат професійного реслінгу з «українським характером».
Перші шоу організовувалися фактично «на колінах» — на байкерських фестивалях, у культурних центрах, іноді навіть парках, як, наприклад, Дюківський парках, далеких від атмосфери класичного реслінгу. Попри це, події приваблювали публіку. У фіналі першого Одеського Кубка зустрілися Біг Ван Маркус та Пепсі Коля.

### Професіоналізація та переїзд до Києва (2020—дотепер)
З часом UWA покращила організацію і якість шоу: було створено постійний тренувальний процес, оновилися титули та з'явилися регулярні івенти. В цей період до промоушену доєдналися такі реслери як: Токсичний Нік, Расселл Кросс. У тому числі й військовослужбовець Рейнджер Леонід, який після ротацій на фронті почав свою кар'єру на ринзі.
Після повномасштабного вторгнення UWA призупинила свою діяльність на півтора роки. У зв'язку з російськими обстрілами по об'єктам світлопостачання, шоу проводились навіть з використанням генераторів. Матчі проводились під час повітряної тривоги, а в матчах за титул Екстремального Чемпіона часто бере участь військовий ЗСУ.
У 2023 році UWA перенесла базу до Києва — у столицю, де глядацький інтерес був вищим, а можливості технічної реалізації — ширшими. Перше шоу після повномасштабного вторгнення в Україну — Незламні 2023.
Dustin «DieHard» Lee — американський реслер, що приїхав до України як турист та залишився виступати в UWA.

## Формат шоу та інновації
Серед регулярних шоу: Весняний BOOM, Бійцівській Дух, Влада Народу (де глядачі голосують за учасників і тип матчів), Миттєве Зіткнення, Все Або Нічого, Шлях До Слави.
UWA впроваджує унікальні формати — шоу з голосуванням, елементи стендапу, матчі з підвищеним рівнем жорсткості, що є дуже нетиповими для української сцени (hardcore, deathmatch).

## Соціальний і культурний вплив
UWA стала частиною медіа-наративу про українську стійкість. Шоу організовуються у підтримку ЗСУ, доходи від подій часто передаються на благодійність. Іноземні видання (Yahoo, ABC, UNITED24, WrestleMap) висвітлюють UWA як «справжнє шоу сили духу», що існує між вибухами та реальністю війни.

## Титули
| Назва титулу                 | Чемпіон                   | Дата виграшу   |
| ---------------------------- | ------------------------- | -------------- |
| Світове Чемпіонство UWA      | Зловісний Володимир Ворон | 10 травня 2025 |
| Командне Чемпіонство UWA     | ОГИДА (Левін і Любомир)   | 22 лютого 2025 |
| Екстремальне Чемпіонство UWA | Скелла                    | 21 грудня 2024 |